# Dodecatheon redolens
Dodecatheon redolens là một loài thực vật có hoa trong họ Anh thảo. Loài này được (H.M.Hall) H.J.Thomps. mô tả khoa học đầu tiên năm 1953.

## Hình ảnh

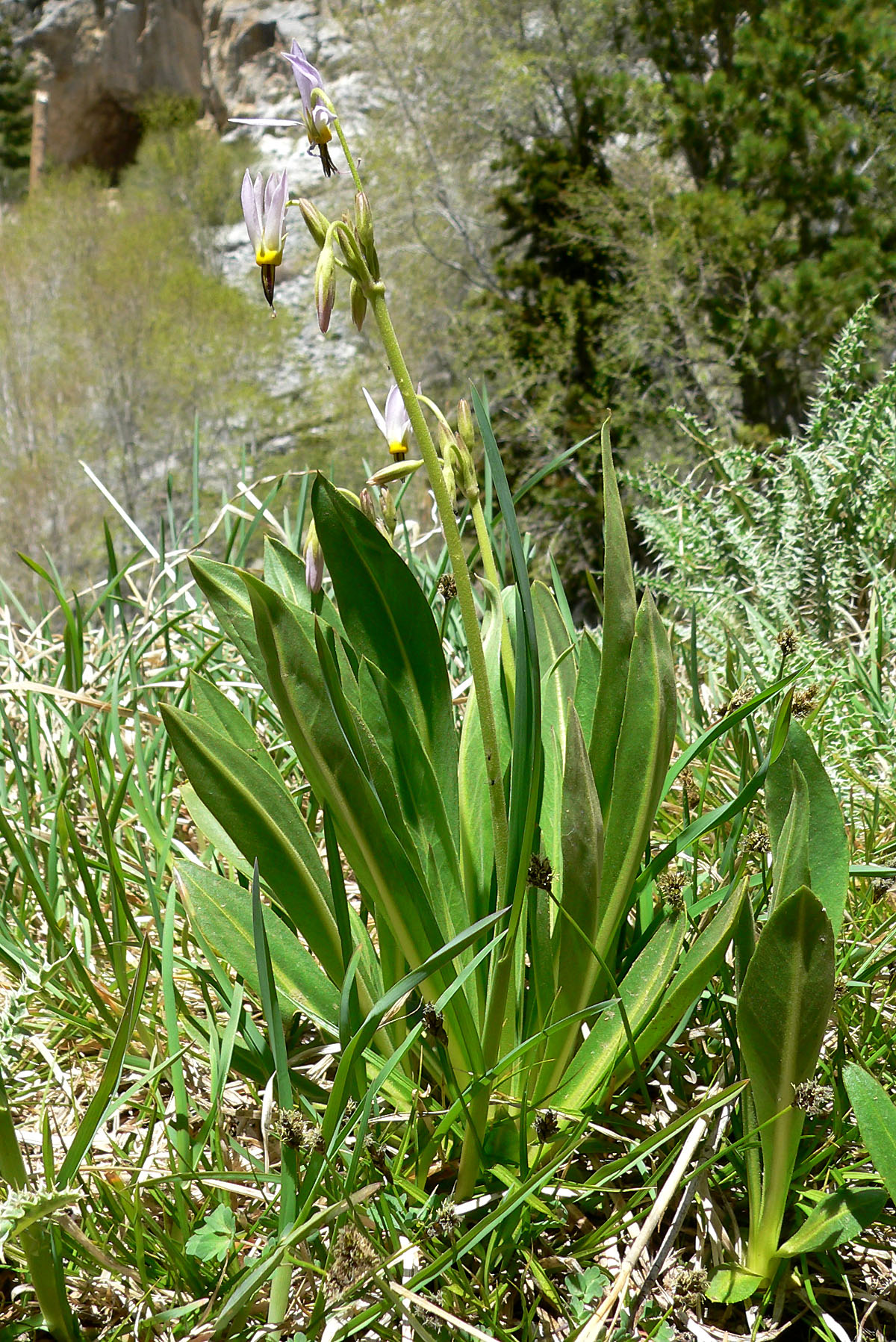
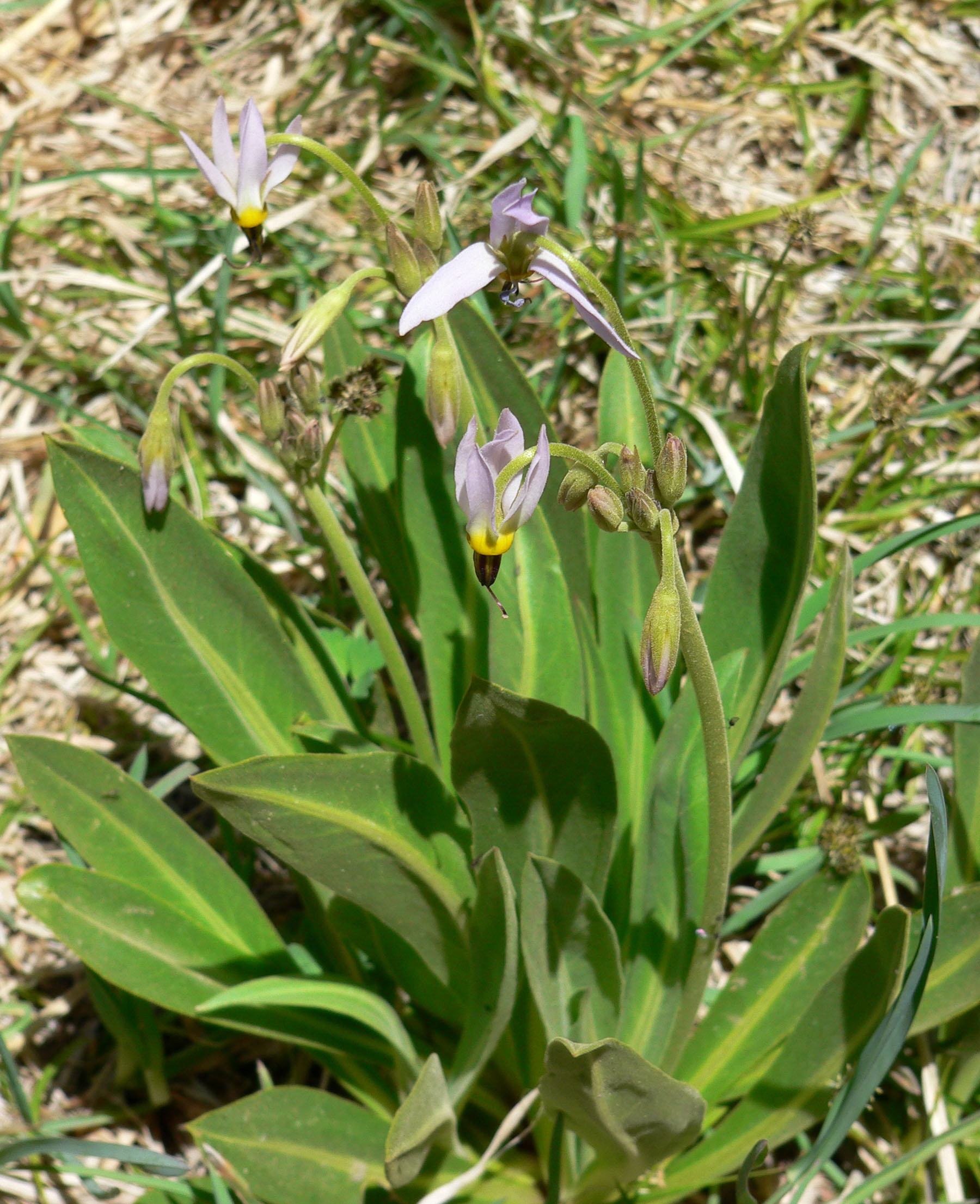
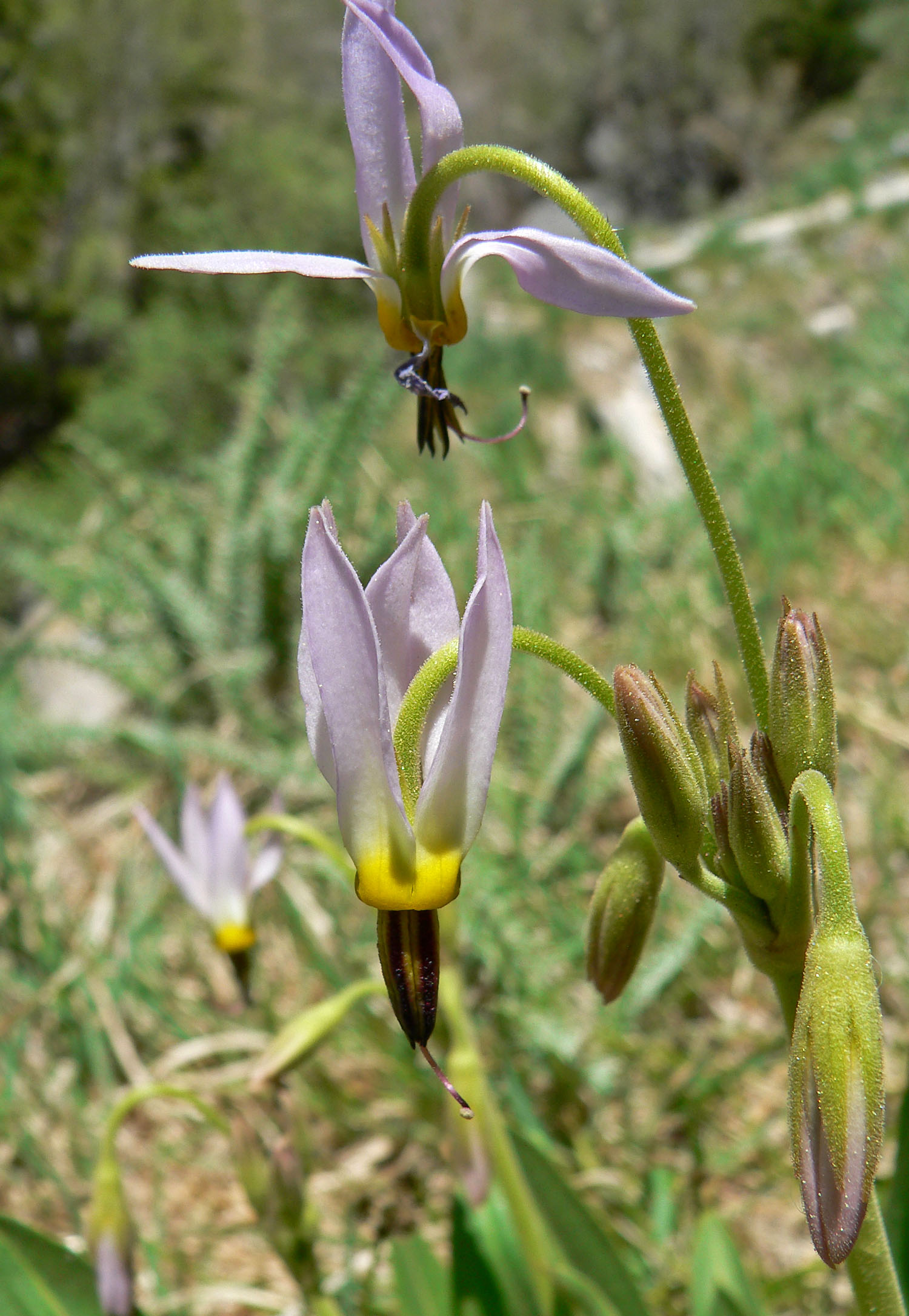
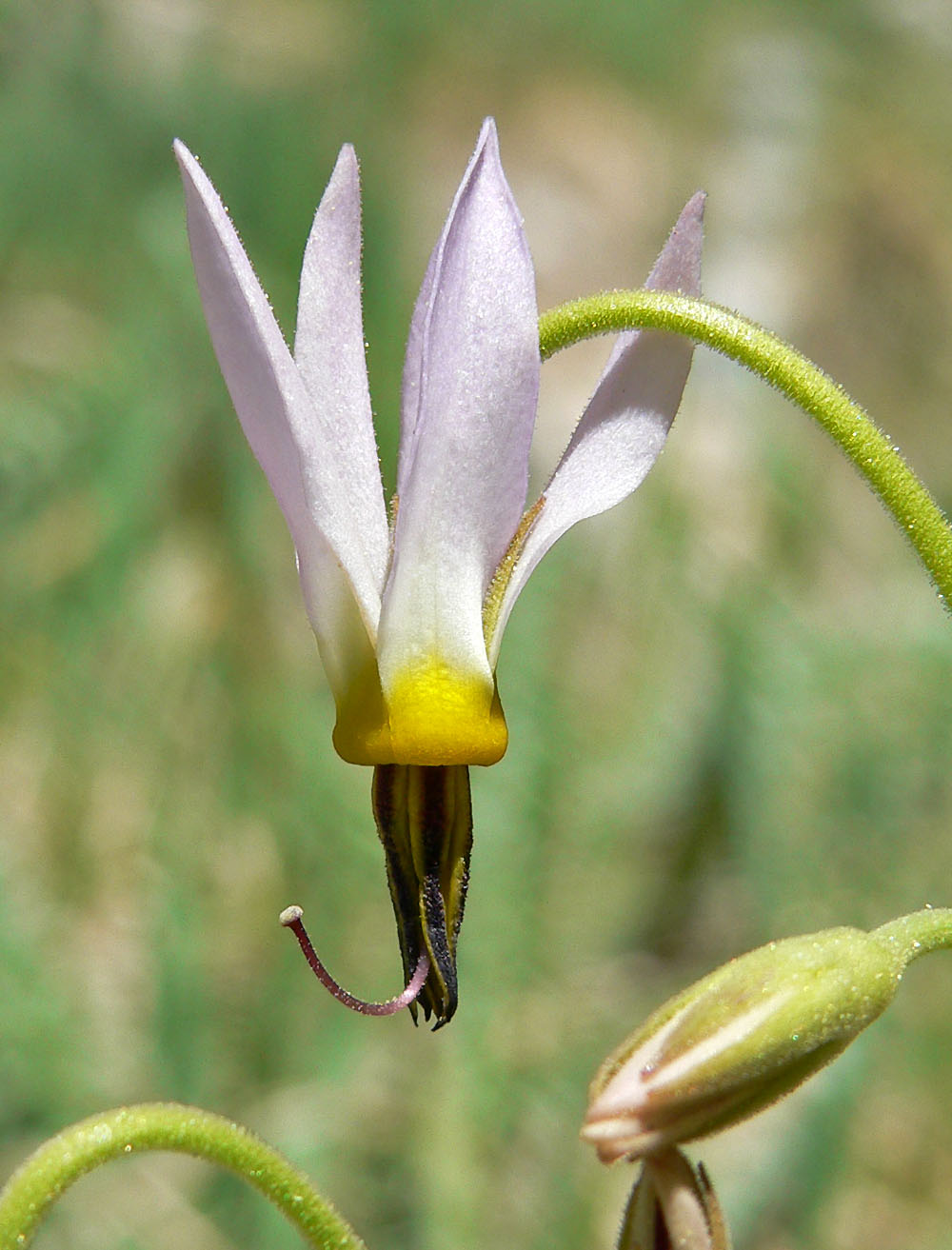